# Saint-Loup-Nantouard
Saint-Loup-Nantouard è un comune francese di 116 abitanti situato nel dipartimento dell'Alta Saona nella regione della Borgogna-Franca Contea.

## Società

### Evoluzione demografica
Abitanti censiti